# LKAB Malmtrafik

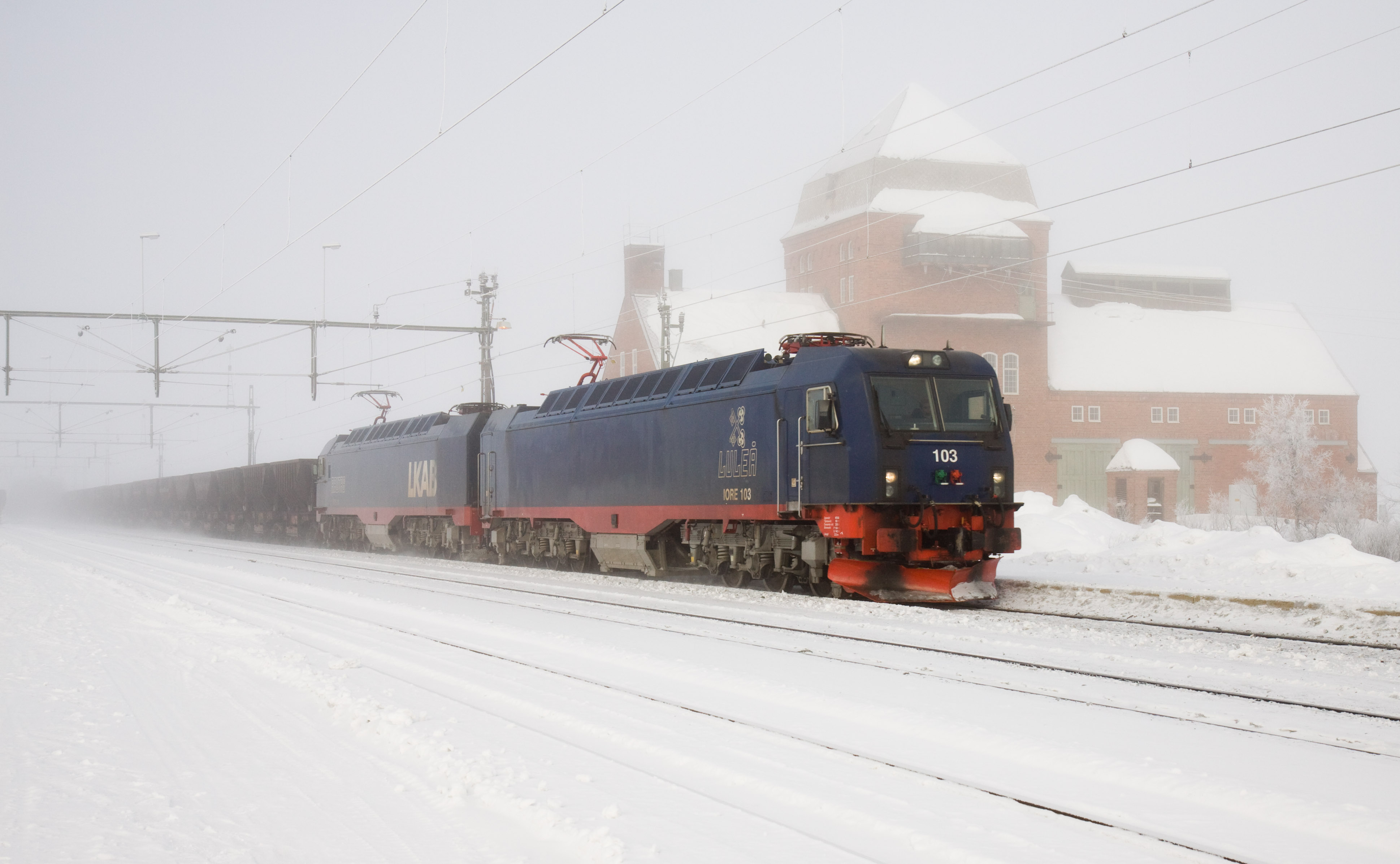
Ett malmtåg med ett IORE-lok främst, draget av LKAB Malmtrafik, passerar Vassijaure vintern 2009.

LKAB Malmtrafik AB, tidigare Malmtrafik i Kiruna aktiebolag (MTAB), är ett dotterbolag till gruvbolaget LKAB som via järnväg fraktar malmen från gruvorna i Kiruna och Malmberget till hamnarna i Luleå och Narvik, samt även till SSAB:s masugn i Luleå. Man ombesörjer även malmtransporter mellan gruvan i Kiruna och pelletsverket i Svappavaara. LKAB Malmtrafik har även ett norskt dotterbolag vid namn LKAB Malmtrafikk (tidigare Malmtrafik AS). 1996 ägdes bolaget till 51 procent av LKAB medan NSB och SJ ägde 24,5 procent var.